# La Ruira
La Ruira és una masia del municipi de Queralbs (Ripollès) inclosa en l'Inventari del Patrimoni Arquitectònic de Catalunya.

## Descripció
El clima, la topografia i el sistema d'explotació ramadera configuren l'estructura del mas propi de l'alta muntanya, resolt amb la tècnica constructiva més elemental. Ruira deriva del nom Rovira que vol dir roureda. Un pergamí de l'any 1594 anomena "mas Rosell" a la Ruira de dalt i "La Coma" a la Ruira de baix.